# Santander
Santander è un comune spagnolo di 172 539 abitanti, capoluogo della comunità autonoma della Cantabria.
È sede vescovile e universitaria e, oltre alla Universidad de Cantabria, ospita l'Universidad Internacional Menéndez Pelayo detta università del verano, perché la sua attività rivolta agli stranieri con corsi di lingua spagnola si svolge essenzialmente nei mesi estivi. È una moderna città industriale e un importante porto naturale in una profonda insenatura del Golfo di Biscaglia (la baia di Santander), fra i contrafforti dei Monti Cantabrici e il mare, a 108 km da Bilbao e 197 da Oviedo. Grazie alle sue belle spiagge e all'ottimo clima, riparata dai venti dai monti della Catena Cantabrica è anche un importante centro turistico - balneare.
È una tappa del Camino de Santiago costiero del Nord. Durante la stagione estiva vi si svolge un importante festival musicale, il Festival di Santander (Festival Internacional de Santander).

## Geografia fisica
Santander sorge sulla sponda settentrionale dell'omonima baia.

### Clima
Santander ha un clima oceanico secondo la classificazione di Koppen.
| Santander           | Mesi | Mesi | Mesi | Mesi | Mesi | Mesi | Mesi | Mesi | Mesi | Mesi | Mesi | Mesi | Stagioni | Stagioni | Stagioni | Stagioni | Anno  |
| Santander           | Gen  | Feb  | Mar  | Apr  | Mag  | Giu  | Lug  | Ago  | Set  | Ott  | Nov  | Dic  | Inv      | Pri      | Est      | Aut      | Anno  |
| ------------------- | ---- | ---- | ---- | ---- | ---- | ---- | ---- | ---- | ---- | ---- | ---- | ---- | -------- | -------- | -------- | -------- | ----- |
| T. max. media (°C)  | 12   | 12,2 | 14,8 | 15,8 | 17,3 | 20,2 | 21,8 | 22,4 | 21,5 | 18,7 | 15,1 | 12,8 | 12,3     | 16,0     | 21,5     | 18,4     | 17,1  |
| T. min. media (°C)  | 6,7  | 6,7  | 8,2  | 9,4  | 11,4 | 14,4 | 16,4 | 16,5 | 15,1 | 12,4 | 9,5  | 7,6  | 7,0      | 9,7      | 15,8     | 12,3     | 11,2  |
| Precipitazioni (mm) | 99   | 79   | 76   | 96   | 68   | 59   | 44   | 71   | 98   | 112  | 135  | 136  | 314      | 240      | 174      | 345      | 1 073 |

## Toponomastica
Santander fu fondata dai Romani come Portus Victoriae. Successivamente cambiò nome in Portus Emeterii, cambiamento legato ad una leggenda secondo la quale a Santander giunse una barca che portava le teste di due legionari romani, Emeterio e Cheledonio, decapitati a causa della loro fede cristiana, le loro reliquie sono state trovate nel secolo scorso nel sottosuolo della cripta della chiesa di San Martin. I due martiri, fatti santi, divennero i patroni della città e dal nome Portus Emeterii si passò a Sant'Emeterio, poi a Sant'Emeter, Santemeter e, infine, all'attuale toponimo Santander.

## Storia
La presenza umana nella preistoria è testimoniata da diversi ritrovamenti archeologici nella zona, i primi insediamenti stabili sono di tribù iberico-liguri che si fusero nell'VIII secolo a.C. con popolazioni celtiche giunte in Cantabria successivamente. La romanizzazione non avvenne senza lotte perché le popolazioni locali vi si opposero tenacemente e ciò è ricordato nelle opere degli storici romani. Lo stesso Cesare ne parla nel De bello Gallico e dice che milizie cantabriche presero parte nel 49 a.C. alla battaglia di Lerida. Nonostante i popoli della Cantabria non fossero politicamente uniti la loro lotta contro le legioni romane durò a lungo con azioni di guerriglia che impegnarono per due secoli le sette legioni romane sbarcate a Portus Victoriae, oggi Santander. I Romani infatti, entrati in Spagna in occasione delle guerre puniche nel 218 a.C. e conquistata rapidamente la Meseta, furono arrestati in Cantabria e soltanto nel 19 a.C. la regione fu sottomessa definitivamente. Con la calata dei popoli barbarici si installarono nel nord della Spagna i Visigoti che fondarono il Regno delle Asturie comprendente anche la Cantabria che perse di conseguenza ogni rilevanza politica e seguì le vicende delle Asturie confluendo infine nel regno di Castiglia.

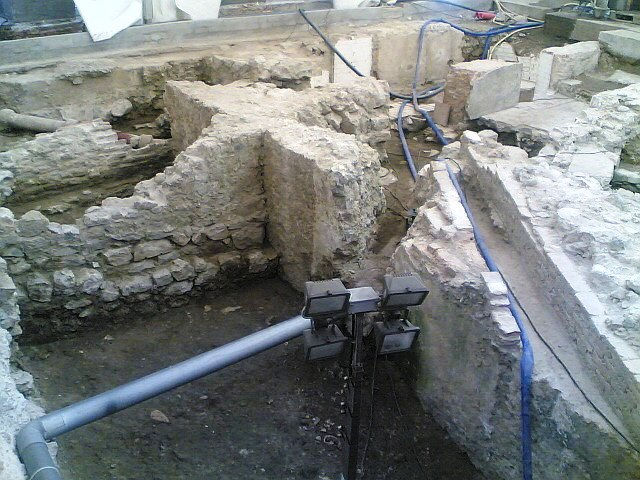
Resti della muraglia del XII secolo

Nel 791 Alfonso II re delle Asturie fondò nei dintorni di Santander l'Abazia di Sant'Emeterio. Alfonso VIII di Castiglia costruì il "Castillo del Rey" sui resti di una fortificazione romana, concesse a Santander il titolo di Villa e l'assegnò in signoria all'abate di Sant'Emeterio nel 1187 con alcuni privilegi rivolti a sviluppare l'attività mercantile del porto, l'esenzione dal servizio militare e altri privilegi di carattere giudiziario e fiscale. Altri privilegi relativi al libero commercio e alla fiscalità furono dati alla città da Alfonso X nel 1255 e da Alfonso XI nel 1317. Ciò portò ad un notevole incremento sia all'attività del porto che si aprì agli scambi di merci con gli altri porti di Francia, d'Inghilterra e delle Fiandre, sia a quella edilizia con aumento della popolazione che alla fine del XIII secolo raggiunse le 25.000 unità, dimensioni notevoli per una città a quei tempi. Nel 1245 una flotta partì da Santander al comando di Roy Garcia de Sant Ander per riconquistare Cartagena, nel 1248 la flotta comandata da Bonifaz Camargo partì da Santander e forzò l'accesso fluviale a Siviglia del Guadalquivir. Nel 1296 Santander con le altre città portuali della costa formò una lega per difendere gli interessi comuni.

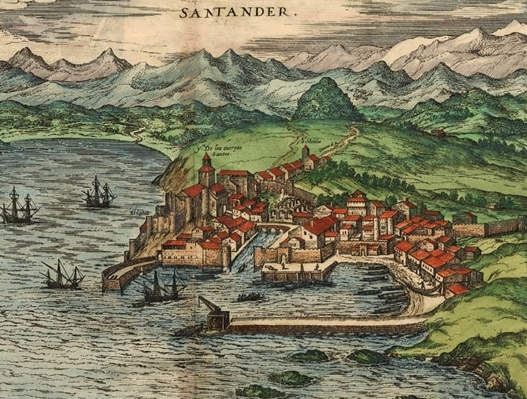
Santander in una raffigurazione del XVI secolo.

Nel 1466 Enrico IV l'assegnò in signoria al marchese di Santillana Diego Hurtado de Mendoza che vista la resistenza della popolazione alla sua venuta la occupò con la forza. Enrico IV insignì la città del titolo di muy noble y muy leal. Il secolo XV fu comunque un secolo di transizione fino a quando coi Re Cattolici si verificò l'unificazione della Spagna in un solo regno nel 1479. Le città della costa e in particolare Santander pagarono duramente le attività belliche di Carlo V e Filippo II anche se furono favorite dalla conquista delle Americhe che portò ad aprire nuove prospettive alle attività portuali. Partì da Santander nel 1588 la Invincibile Armata allestita da Filippo II, fierissimo avversario della Riforma protestante, contro l'Inghilterra e già sconfitta dagli Inglesi fu decimata dalla bufera. Nonostante che sotto il regno di Filippo II la Spagna, arricchendosi di favolosi tesori, conobbe i tempi più fulgidi della sua storia, la perdita della flotta e con essa di molti uomini determinò per Santander una profonda crisi aggravata dagli incendi che colpirono la città e dall'epidemia di peste.
Nel 1755 ottenne il titolo di città a seguito dell'erezione della diocesi di Santander. Nel XIX secolo la città cominciò a pensare a svolgere anche un'attività turistica e fu confortata agli inizi del Novecento dalla decisione di Alfonso XIII di sceglierla per le sue vacanze facendola diventare in seguito una seconda corte estiva del regno di Spagna.
Il 3 novembre 1893 il piroscafo Cabo Machichaco prese fuoco nel corso delle operazioni di scarico in un molo nel cuore della città. Una folla di 2.000-3.000 persone si radunò nei paraggi per assistere alle operazioni di spegnimento delle fiamme. Improvvisamente circa 40 tonnellate di dinamite trasportate nelle stive di prua esplosero. Nello scoppio rimasero uccise circa 590 persone, mentre circa 2.000 rimasero ferite. Di conseguenza la nave affondò e almeno 65 edifici vicino al porto furono distrutti.
Il 21 marzo 1894 un sommozzatore impegnato nel recupero di un carico dal relitto del Cabo Machichaco fece esplodere accidentalmente circa 11 tonnellate di dinamite che erano sommerse nella stiva posteriore della nave. Diciotto persone rimasero uccise e undici ferite.
Nel 1913 venne infatti inaugurato nella penisoletta della Magdalena il Palacio real utilizzato dal re fino alla fine del suo regno nel 1931, anno di nascita della repubblica che, attraverso la guerra civile e il regime nazionalista durò fino al 1947 quando Francisco Franco si autoproclamò reggente del regno fino alla sua morte nel 1975 e l'ascesa al trono del re Juan Carlos I. Nel 1941 la città fu coinvolta in un enorme incendio che durò un giorno intero e causò gravissimi danni. Sospinto da un forte vento da sud, il fuoco bruciò per due giorni. L'incendio ebbe inizio in calle Cádiz, vicino al porto, alla Cattedrale e al quartiere medievale. L'incendio distrusse il Municipio Vecchio, le vie Jesús de Monasterio e Vargas e gli edifici di piazza Atarazanas. L'incendio portò a un grande cambiamento nell'architettura di Santander, passando dai vecchi piccoli edifici in pietra e legno con balconi agli enormi condomini costruiti durante la ricostruzione.
L'incendio causò una sola vittima, un vigile del fuoco di Madrid perito in servizio. Migliaia di famiglie rimasero tuttavia senza casa e la città fu gettata nel caos. Il rogo distrusse la maggior parte del centro storico medievale e sventrò la cattedrale romanica della città.

## Stemma
Lo stemma di Santander è uno scudo azzurro con vari oggetti all'interno: la torre dorata rappresenta la Torre dell'Oro di Siviglia mentre le catene rotte ed il galeone si riferiscono all'importante partecipazione delle navi cittadine in un'antica battaglia del XIII secolo, dove una grande armata di Castiglia salì il Guadalquivir e infranse le resistenze musulmane, riconquistando Siviglia. I mori avevano infatti messo grosse catene lungo il fiume per impedire alle navi di passare, ma queste furono infrante e le prime imbarcazioni a passare furono quelle di Santander.
Le due teste rappresentano quelle dei martiri san Emeterio e san Cheledonio che furono decapitati per la loro fede cristiana, per questo non appare il resto del corpo.
La bandiera di Santander è un bicolore orizzontale bianco e blu con lo stemma cittadino al centro.

## Monumenti e località d'interesse

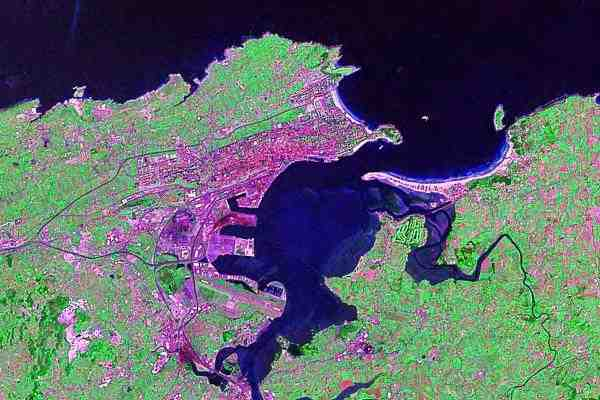
La baia di Santander vista dal satellite

Oltre al palazzo reale della Magdalena diversi sono i monumenti notevoli: il Palacio de Festivales de Cantabria edificio di recente costruzione creato per ospitare i festival di Santander, El Sardinero quartiere creato alla fine dell'Ottocento con infrastrutture turistiche di tutti i tipi dagli alberghi ai caffè; conserva ancora oggi queste caratteristiche e nel periodo estivo è molto frequentato e vivace, diviso in due tratti da terrazze con un lungomare coperto e una biblioteca, i resti del porto romano accanto a Puertochico, piccolo porto dedicato alla pesca e allo sport nautico, il Museo de Bellas Artes, dedicato alle opere di pittori di diversi secoli fra cui Zurbarán, Rosales, Goya, il Museo Regional de Prehistoria y Arqueología, il Museo Marítimo del Cantábrico il Museo y casa-museo de Menéndez y Pelayo con biblioteca, del XIX secolo, dimora del letterato e scrittore Marcelino Menéndez y Pelayo (1856-1912), La "Catedral" di stile gotico dei secoli XIII-XVI che si eleva su una piccola altura preceduta da una scalinata; è quasi interamente rifatta a seguito dell'incendio del 1941 che ne distrusse varie parti. Altri monumenti notevoli sono: la 'Iglesia de la Anunciacion' del XVII secolo detta la Compañia, il Convento de Santa Cruz del 1641 attuale manifattura tabacchi, l'Hospital de San Rafael del 1791, il Faro punto panoramico sulla baia di Santander, la Magdalena, penisoletta che oltre ad ospitare il palazzo reale ha diverse attrezzature sportive: i campi di polo e di golf e la bella spiaggia omonima. Negli immediati dintorni c'è il Monasterio de Corban del XV secolo.
Bellissimi sono i viali lungomare: il Paseo de Reina Victoria, magnifica passeggiata panoramica lunga 3 km con viste sulla baia, il Paseo de Pereda, lungomare ornato di giardini, fontane e monumenti con a fianco gli alberghi principali in stile del primo '900 e locali di ritrovo; dalla parte verso il mare c'è l'Embarcadero Transatlántico e il porto da diporto Puertochico.

## Società

### Evoluzione demografica
Santander

## Cultura
- Universidad Internacional Menéndez Pelayo Corsi estivi / Corsi di lingua spagnola
- Festival Internacional de Santander, festival musicale
- Concorso Internazionale di Pianoforte Paloma O'Shea

### Eventi

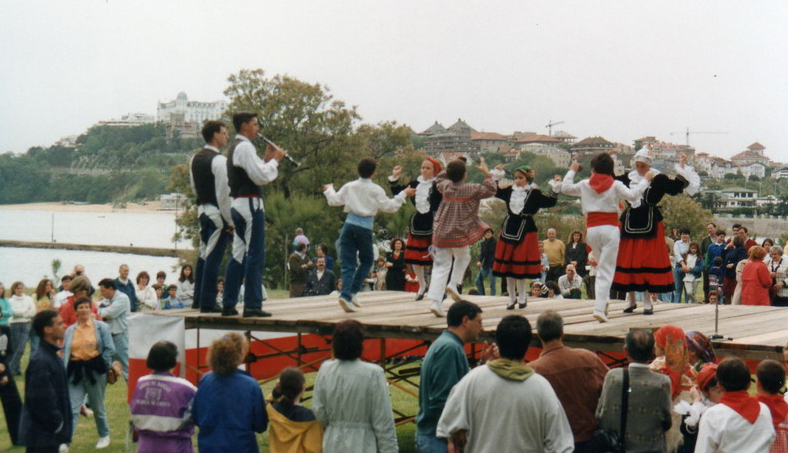
Una festa a Santander

Oltre alle feste tradizionali spagnole nel corso dell'anno nel periodo estivo sono numerose le feste tipiche di Santander: le Fiestas de Santiago con feria taurina, attrazioni turistiche, fuochi artificiali, musica e danze, l'Udi Teatro festival, los Baños de Ola, in cui si celebra la nascita dell'attività turistica balneare alla metà dell'Ottocento
con attività sportive, culturali, musicali e di danze, la feria del Norte con la esibizione delle figure del toreo, la Romeria del faro con la processione delle imbarcazioni fino al faro, la Fiesta de la Virgen del Mar festa dei marinai e pescatori, il Mercado medieval in cui la città vecchia si trasforma in un borgo medioevale con artigiani che si esibiscono in mestieri diversi soppiantati oggi dalla produzione industriale in serie. Infine la Semana grande che si svolge alla fine di luglio detta anche dei Santi Emeterio e Cheledonio, complesso di feste popolari ed eventi culturali e sportivi.

## Infrastrutture e trasporti
- Aerei: la città è servita dall'Aeroporto di Santander
- Marittimi: collegamento Santander - Portsmouth (UK) Brittany Ferries
- Ferroviari: Cercanías di Santander attraverso la Stazione di Santander (Adif)

## Sport
La città è rappresentata ai vertici del calcio professionistico spagnolo dal Racing Santander, che gioca in tenuta bianco-nero-verde allo Stadio El Sardinero. 
La squadra non ha mai vinto un trofeo e vanta una sola partecipazione in Europa League. Nel corso della sua storia ha alternato stagioni di buon livello nella massima divisione ad altre di secondo piano, anche in seconda e terza divisione. 
Nel 2013, a causa anche di seri problemi economici, sprofonda nella equivalente Serie C spagnola (dopo una doppia retrocessione consecutiva dalla massima serie, la Liga). Il club milita attualmente in Segunda División.